# Chiaverano
Chiaverano é uma comuna italiana da região do Piemonte, província de Turim, com cerca de 2.198 habitantes. Estende-se por uma área de 11 km², tendo uma densidade populacional de 200 hab/km².
Faz fronteira com Donato (BI), Andrate, Borgofranco d'Ivrea, Sala Biellese (BI), Torrazzo (BI), Montalto Dora, Burolo, Ivrea, Cascinette d'Ivrea.
É banhada pelo Lago Sírio.
Pertence à rede das Cidades Cittaslow.

## Demografia
| Variação demográfica do município entre 1861 e 2011                               |
|                                                                                   |
| Fonte: Istituto Nazionale di Statistica (ISTAT) - Elaboração gráfica da Wikipedia |